# Brian Robinson (futbolista)
Brian Robinson (Victoria; 29 de junio de 1948) es un exfutbolista de la selección canadiense de fútbol.

## Trayectoria
En 1970 jugaba en la Western Canada Soccer League para los Victoria Royals y fue miembro del campeonato en ese año. La mayor parte de su carrera la pasó en Victoria pero jugó toda la temporada de 1976 y 1977 para los Vancouver Whitecaps en la North American Soccer League.

## Selección nacional
En 1972 su potencia y rapidez lo llevaron a la selección nacional e hizo su debut contra Estados Unidos en St. John's en un partido de clasificación para la Copa del Mundo. Anotó un gol memorable contra México en el Estadio Azteca en esa eliminatoria.

### Participaciones en Campeonatos Concacaf
| Copa                                          | Sede   | Resultado     | Part. | Goles |
| --------------------------------------------- | ------ | ------------- | ----- | ----- |
| Campeonato de Naciones de la Concacaf de 1977 | México | Cuarto puesto | 0     | 0     |

## Clubes
| Club                | País   | Año       |
| ------------------- | ------ | --------- |
| Victoria O'Keefe    | Canadá | 1968-1969 |
| Victoria Royals     | Canadá | 1970-1972 |
| London Boxing Club  | Canadá | 1973-1975 |
| Vancouver Whitecaps | Canadá | 1976-1977 |

## Palmarés

### Títulos regionales
| Título                       | Equipo          | País   | Año  |
| ---------------------------- | --------------- | ------ | ---- |
| Western Canada Soccer League | Victoria Royals | Canadá | 1970 |